# Symfonie č. 3 (Beethoven)
Symfonie č. 3 Es dur, Op. 55, je symfonie Ludwiga van Beethovena, zvaná „Eroica“ (hrdinská). Byla původně napsána pro Napoleona, když ještě vyhrával ve jménu Velké francouzské revoluce. Po Napoleonově korunovaci císařem dne 14. května 1804 Beethoven věnování zaškrtal.

## Historie původního provedení
Symfonii nakonec Beethoven daroval svému mecenáši, knížeti Josefu Františku Maxmiliánovi z Lobkovic (tehdy Lobkowitz). V roce 1806 byla partitura symfonie vydána pod italským titulkem Sinfonia eroica composta per festeggiare il sovveniere di un grand uomo, v překladu „symfonie zkomponovaná na počest velkého člověka“. To naznačuje, že Beethoven v skrytu zůstal u svého věnování symfonie Napoleonovi. Původní partitura symfonie se nachází ve sbírce rodu Lobkoviců v paláci na Hradčanech v Praze.
První uvedení symfonie bylo soukromé a konalo se v roce 1804 ve Lobkovickém paláci ve Vídni. Je znám účet datovaný 9. června 1804, který vystavil kapelník knížete Lobkovice Antonín Vranický po dalších dvou uvedeních. Z účtu vyplývá, že proti dosavadnímu počtu bylo navíc angažováno 22 hudebníků včetně třetího hráče na lesní roh, jak to vyžaduje partitura symfonie. Vysoká odměna, kterou nechal kníže Lobkovic vyplatit Beethovenovi, pravděpodobně zahrnovala také povolení k  provedení symfonie č. 3 na rodových zámcích Jezeří a Roudnice v létě 1804.
Veřejná premiéra Eroiky se konala až 7. dubna 1805 v Divadle na Vídeňce (Theater an der Wien) ve Vídni.

## Názvy vět
1. Allegro con brio

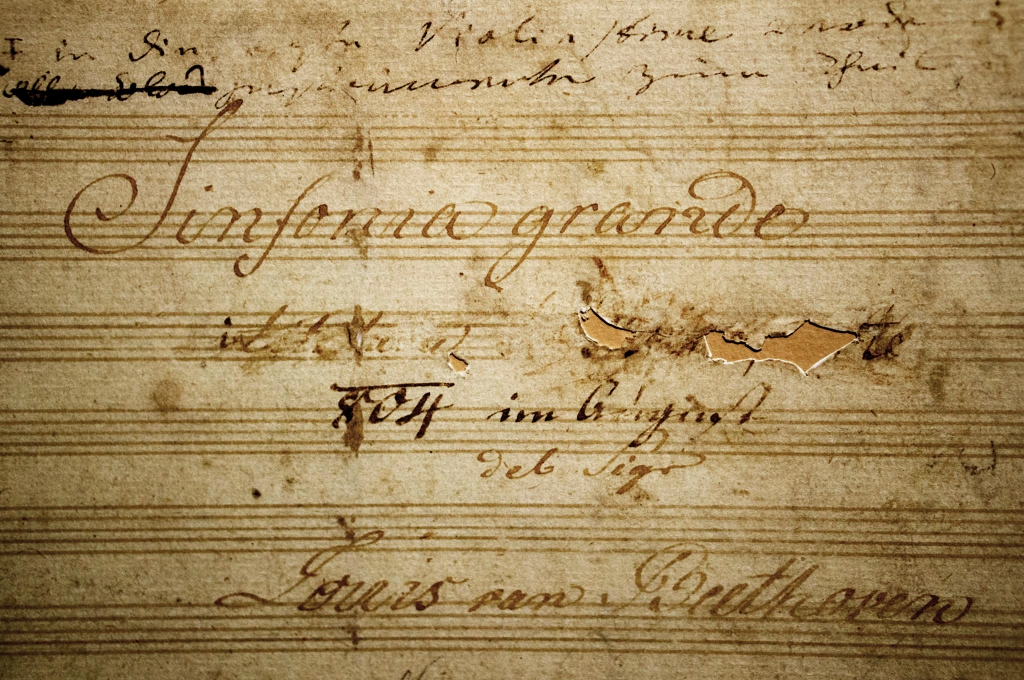
Titulní strana symfonie

2. Marcia funebre: Adagio assai v C moll
3. Scherzo: Allegro vivace
4. Finale: Allegro molto
Symfonie trvá přibližně 50 minut.